# The 1989 World Tour
The 1989 World Tour è stato il quarto tour di concerti della cantautrice statunitense Taylor Swift, a supporto del suo quinto album in studio 1989 (2014).
Partito da Tokyo il 5 maggio, il tour toccò Asia, Nordamerica, Europa e Australia e durò sette mesi, fino al 12 dicembre.
Ad oggi è il secondo tour di maggior successo dell'artista sia in termini di spettatori che di incassi, dopo il successivo Taylor Swift's reputation Stadium Tour. Infatti circa 2,3 milioni di spettatori paganti fruttarono un ricavo lordo di circa 250 milioni di dollari.
Durante la tappa del 28 novembre all’ANZ Stadium di Sydney, con un record d'affluenza del tour di oltre 76.000 persone, fu prodotto un film concerto, il The 1989 World Tour Live, pubblicato in esclusiva su Apple Music il 20 dicembre successivo.

## Sinossi
Lo spettacolo inizia con la proiezione di alcuni palazzi sullo schermo e i ballerini entrano in scena.
Quando finisce, appare la scritta NEW YORK e Swift entra in scena per eseguire Welcome to New York e a seguire New Romantics, che chiude questa prima parte dello show.
La seconda sezione si apre con la hit Blank Space, eseguita con un look retró e giochi di ombre. Un cambio d'abito e si prosegue con una versione rock di I Knew You Were Trouble, durante la quale il palco si illumina di rosso e si alzano delle colonne di fumo. In seguito sul palco appare un'impalcatura, dove viene eseguita la coreografia di I Wish You Would.
How You Get the Girl viene eseguita con un abito e degli ombrelli che si illuminano al buio, creando un effetto particolare. Durante I Know Places invece, sul palco sono presenti delle porte bianche e ad un certo punto un ballerino fa un ballo di coppia con Taylor. Al termine del brano, la cantante fa un discorso, per poi eseguire All You Had to Do Was Stay. 
Segue You Are In Love, durante la quale l'artista suona la chitarra e sta sopra una parte del palco che si alza, trasformandosi in una piattaforma girevole. In alcune date però, questa canzone venne sostituita da altre, come You Belong with Me o Fearless. Questa sezione finisce con Clean e un remix di Love Story.
La quarta sezione si apre con Style, eseguita con degli abiti eleganti, per procedere poi con This Love. In seguito viene eseguita Bad Blood, durante la quale l'artista indossa un abito nero e sta sopra delle pedane trasparenti. L'atmosfera diventa poi quella di un concerto rock con We Are Never Ever Getting Back Together, che include anche un video a tema sullo schermo.
Dopo aver indossato un abito ricoperto di cristalli luccicanti, Taylor Swift si siede al pianoforte ed esegue una versione acustica di Wildest Dreams, che contiene elementi di Enchanted. Dopo, la cantante esegue Out of the Woods, durante la quale il palco viene invaso da tante luci bianche.
Al termine dello show, la piattaforma girevole si riforma un'ultima volta per il numero finale, ossia Shake It Off, che include dei fuochi d'artificio.

## Scaletta
1. Welcome to New York
2. New Romantics
3. Blank Space
4. I Knew You Were Trouble
5. I Wish You Would
6. How You Get the Girl
7. I Know Places
8. All You Had to Do Was Stay
9. You Are in Love
10. Clean
11. Love Story (Remix)
12. Style
13. This Love
14. Bad Blood
15. We Are Never Ever Getting Back Together (Rock Version)
16. Enchanted / Wildest Dreams
17. Out of the Woods
18. Shake It Off

### Variazioni della scaletta

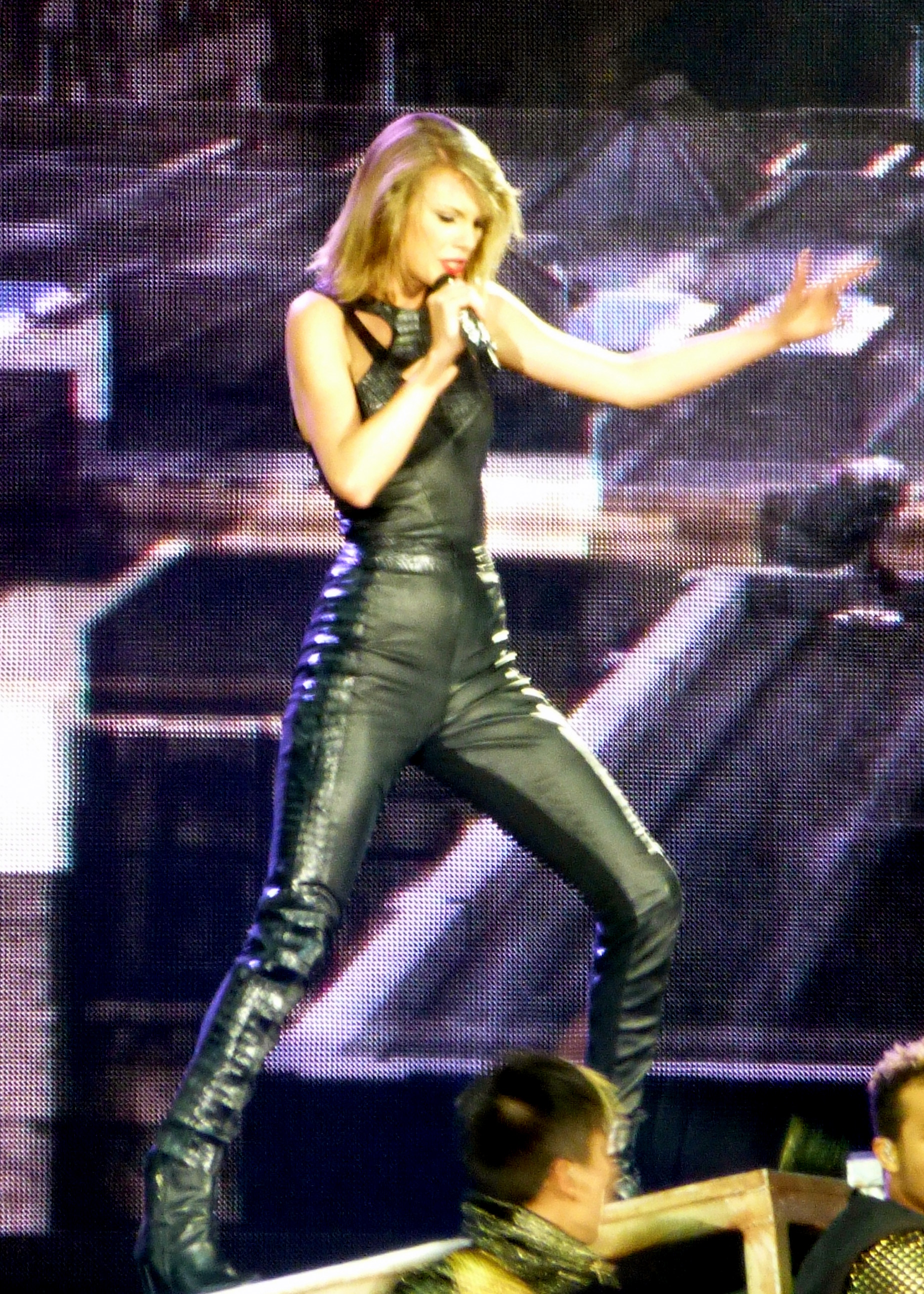
Bad Blood, concerto di Detroit.

- Dal 1º agosto al 31 ottobre e l'8 e 11 novembre 2015 This Love non è presente in scaletta[2][3][4][5]
- Dal 22 agosto all'8 novembre e l'11 novembre 2015 All You Had to Do Was Stay non è presente in scaletta[5][6][7]
- You Are In Love viene sostituita da Wonderland:
15 e 20 maggio,[8][9]
6 e 20 giugno 2015[10][11]
- You Are In Love viene sostituita da Holy Ground: 30 giugno 2015[12]
- You Are In Love viene sostituita da You Belong with Me:
11, 14 e 24 luglio,[13][14][15]
22 agosto,[6]
4, 6, 13, 18, 21, 25 e 28 settembre,[16][17][18][19][20][21][22]
2 e 8 ottobre[23][24]
7 e 11 novembre 2015[3][5]
- You Are In Love viene sostituita da Fifteen:
18 e 25 luglio,[25][26]
4, 18 e 24 agosto,[27][28][29]
5, 11, 16, 22, 26 e 29 settembre,[30][31][32][33][34][35]
3, 9, 12, 17, 20, 21, 24 e 31 ottobre 2015[36][37][38][39][40][41][42][43]
- You Are In Love viene sostituita da Mean:
19 luglio,[44]
8 e 26 agosto,[45][46]
9 e 12 settembre,[47][48]
28 ottobre 2015[49]
- You Are In Love viene sostituita da Sparks Fly: 1º agosto 2015[2]
- You Are In Love viene sostituita da Fearless:
5 e 29 agosto 2015,[50][51]
10 ottobre 2015[52]
- You Are In Love viene sostituita da Should've Said No: 14 agosto 2015[53]
- You Are In Love viene sostituita da Never Grow Up: 15 agosto 2015[54]
- You Are In Love viene sostituita da Ronan: 17 agosto 2015[55]
- You Are In Love viene sostituita da All Too Well: 21 agosto 2015[56]
- You Are In Love viene sostituita da Red: 17 settembre 2015[57]

### Ospiti speciali
- 15 maggio 2015: Tenerife Sea con Ed Sheeran[8]
- 30 maggio 2015: Radioactive con Dan Reynolds degli Imagine Dragons; Martha Hunt e Gigi Hadid durante Style[58]
- 6 giugno 2015: Pontoon con i Little Big Town[10]
- 12 giugno 2015: Cool Kids con gli Echosmith; Cara Delevingne e Mariska Hargitay durante Style[59]
- 13 giugno 2015: Fight Song con Rachel Platten; Mariska Hargitay durante Style[60]
- 27 giugno 2015: Cara Delevingne, Gigi Hadid, Karlie Kloss, Kendall Jenner, Martha Hunt e Serena Williams durante Style[61]
- 10 luglio 2015: Can't Feel My Face con The Weeknd; Nazionale di calcio femminile degli Stati Uniti d'America e Heidi Klum durante Style; Gigi Hadid, Hailee Steinfeld, Lena Dunham e Lily Aldridge durante Bad Blood[62]
- 11 luglio 2015: Jealous con Nick Jonas; Behati Prinsloo, Candice Swanepoel, Gigi Hadid, Karlie Kloss, Lily Aldridge, Martha Hunt e Uzo Aduba durante Style[13]
- 13 luglio 2015: Royals con Lorde[63]
- 14 luglio 2015: Want to Want Me con Jason Derulo[14]
- 18 luglio 2015: Honey, I'm Good. con Andy Grammer; Serayah durante Style[25]
- 19 luglio 2015: Take Your Time con Sam Hunt; Andreja Pejić e Lily Donaldson durante Style[44]
- 24 luglio 2015: Shut Up And Dance con i Walk the Moon[15]
- 25 luglio 2015: Classic con gli MKTO[26]
- 1º agosto 2015: Am I Wrong con Nico & Vinz[2]
- 8 agosto 2015: Trap Queen con Fetty Wap; Ciara e Russell Wilson durante Style[45]
- 14 agosto 2015: Worth It con le Fifth Harmony[53]
- 15 agosto 2015: Black Magic con le Little Mix; Joan Baez e Julia Roberts durante Style[54]
- 21 agosto 2015: Counting Stars con Ryan Tedder degli OneRepublic; Kobe Bryant durante Style[56]
- 22 agosto 2015: White Horse con Uzo Aduba; Sean O'Pry, Matt LeBlanc e Chris Rock durante Style; Doubt e Family Affair con Mary J. Blige[6]
- 24 agosto 2015: Goodbye Earl con Natalie Maines delle Dixie Chicks; Ellen DeGeneres durante Style; You Oughta Know con Alanis Morissette[29]
- 25 agosto 2015: Dreams con Beck e St. Vincent; All of Me con John Legend[64]
- 26 agosto 2015: Good for You con Selena Gomez; Smelly Cat con Lisa Kudrow; Mirrors con Justin Timberlake[46]
- 29 agosto 2015: Cheerleader con Omi; Complicated con Avril Lavigne[51]
- 9 settembre 2015: See You Again con Wiz Khalifa[47]
- 16 settembre 2015: If I Die Young con i The Band Perry[32]
- 18 settembre 2015: Cool Kids con Sydney Sierota degli Echosmith[19]
- 21 settembre 2015: Every Mile A Memory con Dierks Bentley[20]
- 25 settembre 2015: Love Me Like You Mean It con Kelsea Ballerini; I Don't Wanna Miss A Thing con Steven Tyler degli Aerosmith; When You Say Nothing at All con Alison Krauss[21]
- 26 settembre 2015: Bleeding Love con Leona Lewis; (I Can't Get No) Satisfaction con Mick Jagger dei The Rolling Stones[34]
- 29 settembre 2015: The Fix e Hot in Herre con Nelly e le HAIM[35]
- 2 ottobre 2015: John Cougar, John Deere, John 3:16 e Somebody Like You con Keith Urban[23]
- 3 ottobre 2015: Boom Clap con Charli XCX[36]
- 17 ottobre 2015: Love Me like You Do con Ellie Goulding[39]
- 21 ottobre 2015: Little Red Wagon con Miranda Lambert[41]
- 24 ottobre 2015: Talking Body con Tove Lo[42]
- 28 ottobre 2015: Dwyane Wade consegna a Swift la maglia personalizzata dei Miami Heat; Give Me Everything con Pitbull; Livin' la vida loca con Ricky Martin[49]
- 31 ottobre 2015: Here con Alessia Cara; Let It Go con Idina Menzel. Durante Style e prima di Let It Go, Taylor e Idina si sono travestite da Olaf ed Elsa e il corpo di ballo da renna per celebrare Halloween[43]

## Artisti d'apertura
La seguente lista rappresenta il numero correlato agli artisti d'apertura nella tabella delle date del tour.
- Vance Joy = 1
- Shawn Mendes = 2
- James Bay = 3
- HAIM = 4

## Date
| Data              | Città           | Stato       | Luogo                         | Artisti d'apertura | Pubblico                     | Incasso      |
| Asia              | Asia            | Asia        | Asia                          | Asia               | Asia                         | Asia         |
| ----------------- | --------------- | ----------- | ----------------------------- | ------------------ | ---------------------------- | ------------ |
| 5 maggio 2015     | Tokyo           | Giappone    | Tokyo Dome                    | N.D.               | 100.320 / 100.320            | $10.586.828  |
| 6 maggio 2015     | Tokyo           | Giappone    | Tokyo Dome                    | N.D.               | 100.320 / 100.320            | $10.586.828  |
| Nord America      |                 |             |                               |                    |                              |              |
| 15 maggio 2015    | Winchester      | Stati Uniti | City of Rock                  | –                  | –                            | –            |
| 20 maggio 2015    | Bossier City    | Stati Uniti | CenturyLink Center            | 1                  | 12.459 / 12.459              | $1.458.197   |
| 22 maggio 2015    | Baton Rouge     | Stati Uniti | LSU Tiger Stadium             | 1 ; 2              | 50.227 / 50.227              | $4.119.670   |
| 30 maggio 2015    | Detroit         | Stati Uniti | Ford Field                    | 1 ; 2              | 50.703 / 50.703              | $5.999.690   |
| 2 giugno 2015     | Louisville      | Stati Uniti | KFC Yum! Center               | 1                  | 16.242 / 16.242              | $1.863.281   |
| 3 giugno 2015     | Cleveland       | Stati Uniti | Quicken Loans Arena           | 1                  | 15.503 / 15.503              | $1.732.041   |
| 6 giugno 2015     | Pittsburgh      | Stati Uniti | Heinz Field                   | 1 ; 2              | 54.801 / 54.801              | $5.836.926   |
| 8 giugno 2015     | Charlotte       | Stati Uniti | Time Warner Cable Arena       | 1                  | 15.024 / 15.024              | $1.627.798   |
| 9 giugno 2015     | Raleigh         | Stati Uniti | PNC Arena                     | 1                  | 13.886 / 13.886              | $1.653.762   |
| 12 giugno 2015    | Filadelfia      | Stati Uniti | Lincoln Financial Field       | 1 ; 2              | 101.052 / 101.052            | $11.987.816  |
| 13 giugno 2015    | Filadelfia      | Stati Uniti | Lincoln Financial Field       | 1 ; 2              | 101.052 / 101.052            | $11.987.816  |
| Europa            |                 |             |                               |                    |                              |              |
| 19 giugno 2015    | Colonia         | Germania    | Lanxess Arena                 | 3                  | 29.020 / 29.020              | $2.054.690   |
| 20 giugno 2015    | Colonia         | Germania    | Lanxess Arena                 | 3                  | 29.020 / 29.020              | $2.054.690   |
| 21 giugno 2015    | Amsterdam       | Paesi Bassi | Ziggo Dome                    | 3                  | 11.166 / 11.166              | $800.829     |
| 23 giugno 2015    | Glasgow         | Regno Unito | The SSE Hydro                 | 1                  | 11.021 / 11.021              | $1.119.300   |
| 24 giugno 2015    | Manchester      | Regno Unito | Manchester Arena              | 1                  | 14.773 / 14.773              | $1.478.760   |
| 27 giugno 2015    | Londra          | Regno Unito | Hyde Park                     | –                  | –                            | –            |
| 29 giugno 2015    | Dublino         | Irlanda     | 3Arena                        | 1                  | 25.188 / 25.188              | $1.975.510   |
| 30 giugno 2015    | Dublino         | Irlanda     | 3Arena                        | 1                  | 25.188 / 25.188              | $1.975.510   |
| Nord America      |                 |             |                               |                    |                              |              |
| 6 luglio 2015     | Ottawa          | Canada      | Canadian Tire Centre          | 1                  | 13.480 / 13.480              | $1.325.480   |
| 7 luglio 2015     | Montréal        | Canada      | Centre Bell                   | 1                  | 14.770 / 14.770              | $1.499.040   |
| 10 luglio 2015    | East Rutherford | Stati Uniti | MetLife Stadium               | 1 ; 2 ; 4          | 110.105 / 110.105            | $13.423.858  |
| 11 luglio 2015    | East Rutherford | Stati Uniti | MetLife Stadium               | 1 ; 2 ; 4          | 110.105 / 110.105            | $13.423.858  |
| 13 luglio 2015    | Washington      | Stati Uniti | Nationals Park                | 1 ; 2 ; 4          | 85.014 / 85.014              | $9.730.596   |
| 14 luglio 2015    | Washington      | Stati Uniti | Nationals Park                | 1 ; 2 ; 4          | 85.014 / 85.014              | $9.730.596   |
| 18 luglio 2015    | Chicago         | Stati Uniti | Soldier Field                 | 1 ; 2 ; 4          | 110.109 / 110.109            | $11.469.887  |
| 19 luglio 2015    | Chicago         | Stati Uniti | Soldier Field                 | 1 ; 2 ; 4          | 110.109 / 110.109            | $11.469.887  |
| 24 luglio 2015    | Foxborough      | Stati Uniti | Gillette Stadium              | 1 ; 2 ; 4          | 116.849 / 116.849            | $12.533.166  |
| 25 luglio 2015    | Foxborough      | Stati Uniti | Gillette Stadium              | 1 ; 2 ; 4          | 116.849 / 116.849            | $12.533.166  |
| 1º agosto 2015    | Vancouver       | Canada      | BC Place                      | 1 ; 2              | 41.463 / 41.463              | $4.081.820   |
| 4 agosto 2015     | Edmonton        | Canada      | Rexall Place                  | 1                  | 26.534 / 26.534              | $2.387.080   |
| 5 agosto 2015     | Edmonton        | Canada      | Rexall Place                  | 1                  | 26.534 / 26.534              | $2.387.080   |
| 8 agosto 2015     | Seattle         | Stati Uniti | CenturyLink Field             | 1 ; 2              | 55.711 / 55.711              | $6.050.643   |
| 14 agosto 2015    | Santa Clara     | Stati Uniti | Levi's Stadium                | 1 ; 2              | 102.139 / 102.139            | $13.031.146  |
| 15 agosto 2015    | Santa Clara     | Stati Uniti | Levi's Stadium                | 1 ; 2              | 102.139 / 102.139            | $13.031.146  |
| 17 agosto 2015    | Glendale        | Stati Uniti | Gila River Arena              | 1                  | 26.520 / 26.520              | $3.029.628   |
| 18 agosto 2015    | Glendale        | Stati Uniti | Gila River Arena              | 1                  | 26.520 / 26.520              | $3.029.628   |
| 21 agosto 2015    | Los Angeles     | Stati Uniti | Staples Center                | 1 ; 2 ; 4          | 70.563 / 70.563              | $8.961.681   |
| 22 agosto 2015    | Los Angeles     | Stati Uniti | Staples Center                | 1 ; 2 ; 4          | 70.563 / 70.563              | $8.961.681   |
| 24 agosto 2015    | Los Angeles     | Stati Uniti | Staples Center                | 1 ; 2 ; 4          | 70.563 / 70.563              | $8.961.681   |
| 25 agosto 2015    | Los Angeles     | Stati Uniti | Staples Center                | 1 ; 2 ; 4          | 70.563 / 70.563              | $8.961.681   |
| 26 agosto 2015    | Los Angeles     | Stati Uniti | Staples Center                | 1 ; 2 ; 4          | 70.563 / 70.563              | $8.961.681   |
| 29 agosto 2015    | San Diego       | Stati Uniti | Petco Park                    | 1 ; 2              | 44.710 / 44.710              | $5.475.237   |
| 4 settembre 2015  | Salt Lake City  | Stati Uniti | EnergySolutions Arena         | 1                  | 14.131 / 14.131              | $1.589.686   |
| 5 settembre 2015  | Denver          | Stati Uniti | Pepsi Center                  | 1                  | 27.126 / 27.126              | $2.868.991   |
| 6 settembre 2015  | Denver          | Stati Uniti | Pepsi Center                  | 1                  | 27.126 / 27.126              | $2.868.991   |
| 9 settembre 2015  | Houston         | Stati Uniti | Minute Maid Park              | 1 ; 2              | 40.122 / 40.122              | $5.202.196   |
| 11 settembre 2015 | Saint Paul      | Stati Uniti | Xcel Energy Center            | 1                  | 45.126 / 45.126              | $5.514.863   |
| 12 settembre 2015 | Saint Paul      | Stati Uniti | Xcel Energy Center            | 1                  | 45.126 / 45.126              | $5.514.863   |
| 13 settembre 2015 | Saint Paul      | Stati Uniti | Xcel Energy Center            | 1                  | 45.126 / 45.126              | $5.514.863   |
| 16 settembre 2015 | Indianapolis    | Stati Uniti | Bankers Life Fieldhouse       | 1                  | 14.010 / 14.010              | $1.550.268   |
| 17 settembre 2015 | Columbus        | Stati Uniti | Nationwide Arena              | 1                  | 29.936 / 29.936              | $3.369.693   |
| 18 settembre 2015 | Columbus        | Stati Uniti | Nationwide Arena              | 1                  | 29.936 / 29.936              | $3.369.693   |
| 21 settembre 2015 | Kansas City     | Stati Uniti | Sprint Center                 | 1                  | 27.857 / 27.857              | $2.967.558   |
| 22 settembre 2015 | Kansas City     | Stati Uniti | Sprint Center                 | 1                  | 27.857 / 27.857              | $2.967.558   |
| 25 settembre 2015 | Nashville       | Stati Uniti | Bridgestone Arena             | 1 ; 4              | 28.917 / 28.917              | $3.354.844   |
| 26 settembre 2015 | Nashville       | Stati Uniti | Bridgestone Arena             | 1 ; 4              | 28.917 / 28.917              | $3.354.844   |
| 28 settembre 2015 | Saint Louis     | Stati Uniti | Scottrade Center              | 1 ; 4              | 29.688 / 29.688              | $3.452.940   |
| 29 settembre 2015 | Saint Louis     | Stati Uniti | Scottrade Center              | 1 ; 4              | 29.688 / 29.688              | $3.452.940   |
| 2 ottobre 2015    | Toronto         | Canada      | Rogers Centre                 | 1 ; 2              | 99.283 / 99.283              | $8.670.990   |
| 3 ottobre 2015    | Toronto         | Canada      | Rogers Centre                 | 1 ; 2              | 99.283 / 99.283              | $8.670.990   |
| 8 ottobre 2015    | Des Moines      | Stati Uniti | Wells Fargo Arena             | 1                  | 13.969 / 13.969              | $1.566.321   |
| 9 ottobre 2015    | Omaha           | Stati Uniti | CenturyLink Center Omaha      | 1                  | 29.622 / 29.622              | $3.121.421   |
| 10 ottobre 2015   | Omaha           | Stati Uniti | CenturyLink Center Omaha      | 1                  | 29.622 / 29.622              | $3.121.421   |
| 12 ottobre 2015   | Fargo           | Stati Uniti | Fargodome                     | 1                  | 21.067 / 21.067              | $2.219.188   |
| 17 ottobre 2015   | Arlington       | Stati Uniti | AT&T Stadium                  | 1 ; 2              | 62.630 / 62.630              | $7.396.733   |
| 20 ottobre 2015   | Lexington       | Stati Uniti | Rupp Arena                    | 1                  | 17.084 / 17.084              | $1.870.471   |
| 21 ottobre 2015   | Greensboro      | Stati Uniti | Greensboro Coliseum           | 1                  | 15.079 / 15.079              | $1.662.171   |
| 24 ottobre 2015   | Atlanta         | Stati Uniti | Georgia Dome                  | 1 ; 2              | 56.046 / 56.046              | $6.034.846   |
| 27 ottobre 2015   | Miami           | Stati Uniti | American Airlines Arena       | 1                  | 14.044 / 14.044              | $1.527.919   |
| 31 ottobre 2015   | Tampa           | Stati Uniti | Raymond James Stadium         | 1 ; 2              | 56.987 / 56.987              | $6.202.515   |
| Asia              |                 |             |                               |                    |                              |              |
| 7 novembre 2015   | Singapore       | Singapore   | Singapore Indoor Stadium      | N.D.               | 17.726 / 17.726              | $3.217.569   |
| 8 novembre 2015   | Singapore       | Singapore   | Singapore Indoor Stadium      | N.D.               | 17.726 / 17.726              | $3.217.569   |
| 10 novembre 2015  | Shanghai        | Cina        | Mercedes-Benz Arena           | N.D.               | 37.758 / 37.758              | $5.917.348   |
| 11 novembre 2015  | Shanghai        | Cina        | Mercedes-Benz Arena           | N.D.               | 37.758 / 37.758              | $5.917.348   |
| 12 novembre 2015  | Shanghai        | Cina        | Mercedes-Benz Arena           | N.D.               | 37.758 / 37.758              | $5.917.348   |
| Oceania           |                 |             |                               |                    |                              |              |
| 28 novembre 2015  | Sydney          | Australia   | ANZ Stadium                   | 1                  | 75.980 / 75.980              | $6.571.683   |
| 5 dicembre 2015   | Brisbane        | Australia   | Suncorp Stadium               | 1                  | 46.881 / 46.881              | $4.759.471   |
| 7 dicembre 2015   | Adelaide        | Australia   | Adelaide Entertainment Centre | 1                  | 20.090 / 20.090              | $2.407.499   |
| 8 dicembre 2015   | Adelaide        | Australia   | Adelaide Entertainment Centre | 1                  | 20.090 / 20.090              | $2.407.499   |
| 10 dicembre 2015  | Melbourne       | Australia   | AAMI Park                     | 1                  | 98.136 / 98.136              | $10.421.553  |
| 11 dicembre 2015  | Melbourne       | Australia   | AAMI Park                     | 1                  | 98.136 / 98.136              | $10.421.553  |
| 12 dicembre 2015  | Melbourne       | Australia   | AAMI Park                     | 1                  | 98.136 / 98.136              | $10.421.553  |
| Totale            | Totale          | Totale      | Totale                        | Totale             | 2.278.647 / 2.278.647 (100%) | $250.733.097 |

Note
1. ↑  Il concerto era parte del Rock in Rio USA.
2. ↑  Il concerto era parte del British Summer Time.
3. 1 2  Il concerto, originariamente programmato per il 13 ottobre 2015, è stato anticipato per evitare ogni possibile conflitto con una partita per i playoff MLB degli Houston Astros. Per permettere ciò, la data è stata scambiata con quella dello show di Fargo, rinviata al 12 ottobre.
4. 1 2  I concerti, originariamente programmati per il 13 e 14 ottobre 2015, sono stati anticipati per far spazio allo spettacolo di Houston